# 織田寛故
織田 寛故（おだ とおもと）は、戦国時代の武将。名は寛政（とおまさ）とも。通称は藤左衛門尉。官位は兵部大輔。2代於田井城主。

## 略歴
織田常寛の嫡男として誕生。父の後を継ぎ小田井城主となる。
嫡男の寛維に後を譲るが、寛維の死後、再び城主になる。後に次男・寛廉（信張）に譲った。

## 系譜
- 父：織田常寛
- 母：不詳
- 妻：玉堂殿 - 斯波氏娘
  - 次男：織田信張
- 生母不明の子女
  - 嫡男：織田寛維
  - 女子：福富貞嗣室
  - 女子：津田元信室
  - 男子：織田常知 - 播磨守?
  - 女子：梁田教貞室